# James Godday
James Godday, född den 9 januari 1984 i Kaduna, är en nigeriansk friidrottare som tävlar i kortdistanslöpning.
Godday deltog vid Olympiska sommarspelen 2004 där han tillsammans med Musa Audu, Saul Weigopwa och Enefiok Udo-Obong ingick i stafettlaget på 4 x 100 meter som blev bronsmedaljörer. 
Han deltog även vid VM 2005 i Helsingfors där han blev utslagen i semifinalen på 400 meter. När han deltog vid Olympiska sommarspelen 2008 slutade han sexa i sin semifinal på 400 meter och tog sig inte vidare till finalen.

## Personligt rekord
- 400 meter - 44,90